# Pont-canal de Mezuran
 (mars 2015).
Le pont-canal de Mezuran est un des nombreux ponts de ce type du canal du Midi. Il enjambe un petit ruisseau au niveau de Villepinte dans l'Aude.